# Види філателістичних колекцій
Види філателістичних колекцій
Хоча, як і в усякому хобі, колекціонери марок та поштових матеріалів усіх рівнів не мають жодних обмежень на тип колекції, які вони утворюють, існуюча практика колекціонування призвела до появи кількох типів колекцій; більш того, філателістичні змагання на виставках класифікують колекції за кількома типами, аби судді могли оцінювати їх за певними критеріями.

## Традиційна філателія
Традиційна філателія — це найстарший підрозділ філателії. Це дослідження марок як знаків поштової оплати, що включає до себе увесь їх шлях від виготовлення до вжитку.
Виставкові колекції частіше за все фокусуються на дуже обмеженій кількості марок, але компенсують цю обмеженість детальним дослідженням. До речей, які досліджуються, відносяться:
- Стан екземплярів. Усі марки в ідеалі мають бути у найкращому стані, та не мати жодних дефектів друку.

- Наявність кількох випусків або тиражів. Оскільки раніше марки виготовлялись типографським способом, друківля марок потребувала виготовлення матриць, з яких вони друкувалися. Ці матриці часто містили невеликі відмінності, або певні марки на листі мали помилки у виготовленні.

- Помилки при виготовленні. Іноді під час друку допускалися значні або не дуже помилки, такі як пропущенні кольори, перевернуті зображення, відсутність центрації тощо; у більшості випадків, такі марки бракувалися, але певна кількість «помилкових» марок так чи інакше потрапляла на ринок. Часто філателістичні колекції містять такі помилки, аби проілюструвати історію марок.

- Наддруківки. Іноді на марках здійснювалися наддруківки, які або змінювали номінал марок, або обмежували їх обіг чи термін дії.

- Вжиток. Номінал значної частини марок, особливо перших випусків, обирався не випадково: він часто відповідав поштовим тарифам, що діяли на певній території. Виставкові колекції високої якості мають ілюструвати, для сплати яких тарифів вживалися марки того чи іншого випуску.

Слід зазначити, що як найстаріший розділ філателії, традиційна філателія є найбільш вивченою та часто вважається найнуднішою та найдорожчою у колекціонуванні — через те, що більшість випусків марок вже вивчено, та масові марки часто вже не містять «скарбів» у вигляді рідких варіантів, тоді як їх можна відносно просто придбати на аукціонах.

## Поштова історія
Поштова історія — це колекціонування матеріалу з історії пошти у певному регіоні. У класичному розумінні під цим розуміється дослідження маршрутів пошти, тарифів на поштові відправлення та способів достаки поштових повідомлень; однак це визначення постійно розширюється. В ідеалі колекція має містити не окремі гашені марки, а повні листівки, що демонструють проходження поштової системи.
Традиційна виставка з поштової історії концентрується або на появі нових маршрутів, або на зміні тарифів; часто це призводить до того, що найрідкіснішими предметами колекції стають листи, для відправлення яких було сплачено рідко вживані тарифи, або що було відправлено з віддалених поштових відділень. Часто для вивчення вибирається період історії, де тарифи часто змінювалися, наприклад, через інфляцію або політичні зміни.

### Макрофілателія
Окремо виділяється підрозділ, де вивчаються не знаки поштової оплати, а штемпеля поштових відділень

### Авіафілателія, космічна філателія та інші
Часто предметом колекціонування стають відправлення, які було діставлено певним способом: літаком, кораблем, чи потягом.

## Соціальна філателія
Соціальна філателія нещодавно виділилася в окремий клас, який може мати різну назву та бути віднесеним до різних підрозділів філателії. На відміну від поштової історії, предметом дослідження стає не власне історія пошти — але зміни у суспільстві, які ілюструються за допомогою пошти, наприклад, вжиток «Пошти Майдану» під час Революції гідності. Через те, що для ілюстрації таких змін часто доводиться вживати низку предметів колекціонування, критерієм оцінювання колекції стає підбір матеріалу для розкриття теми та його достатність.

## Тематична філателія
Тематична філателія — це колекціонування марок за тематикою випусків та вжиток філателістичного матеріалу для ознайомлення глядачів з темою. Критеріями оцінки є вибір теми та вибір матеріалу для її розкриття. Наприклад, хемофілателія пов'язана зі збиранням марок на хімічну тематику. 